# Alta (Noruega)
Alta (en sami septentrional: Áltá; en kven: Alattio; en finés: Alattio) es una localidad noruega, capital del municipio de Alta (Finnmark), en la provincia de Finnmark, Noruega. La ciudad es el centro administrativo de la municipalidad y el principal punto comercial de la parte occidental del condado. Situada en el extremo sur de Altafjorden, en la desembocadura del río  Altaelva. Tiene varios barrios alrededor de la ciudad. Kåfjord, Kvenvik, y Jiepmaluokta se encuentran hacia el oeste; Øvre Alta y Tverrelvdalen se encuentran al sur; y Rafsbotn se encuentra al este. Las famosas esculturas de roca en Alta se encuentra justo al oeste de la ciudad.
La ciudad de Alta tiene tres iglesias: la histórica Iglesia de Alta en Bossekop, la relativamente nueva Iglesia Elvebakken en Elvebakken, y la Catedral de las Luces del Norte  (la nueva iglesia "principal" del municipio, completada en 2013). Alta es también un centro educativo en el condado de Finnmark. La Universidad de Finnmark está ubicada en Alta, así como varias escuelas primarias y secundarias, incluyendo la Escuela Secundaria Superior de Alta. La Corte de Distrito de Alta se encuentra en la ciudad, sirviendo a los municipios de Loppa y Alta. El Alta IF es el principal equipo deportivo de la ciudad.
Alta es un buen destino que considerar como campamento base para ver la aurora boreal en Noruega. 

## Población
Alta está considerada como la ciudad más septentrional del mundo, con una población superando los 10.000. La ciudad de Alta fue establecida en el año 2000, cuando los pueblos de Bossekop, Elvebakken, y Alta se unieron y declarada ciudad por el municipio del consejo. La ciudad de 9, 23 km² tiene una población (2017) de 15,094 que da a la ciudad una densidad de población de 1 635 hb / km².

## Transporte
Alta es un centro de transporte en el condado de Finnmark. La ciudad tiene instalaciones portuarias a lo largo de Altafjorden, justo junto con el Aeropuerto de Alta en Elvebakken. El aeropuerto tiene vuelos directos a Oslo y algunas otras grandes ciudades en Noruega como Tromsø. La ruta Europea E6 carretera también se ejecuta a través de la ciudad y la ruta Europea E45 tiene su terminal en el norte de la ciudad. Las principales industrias presentes en Alta incluir un producto concreto de la fábrica; varias fábricas de madera y aserraderos; y los productos lácteos, la horticultura comercial, y servicios marítimos.

## Galería

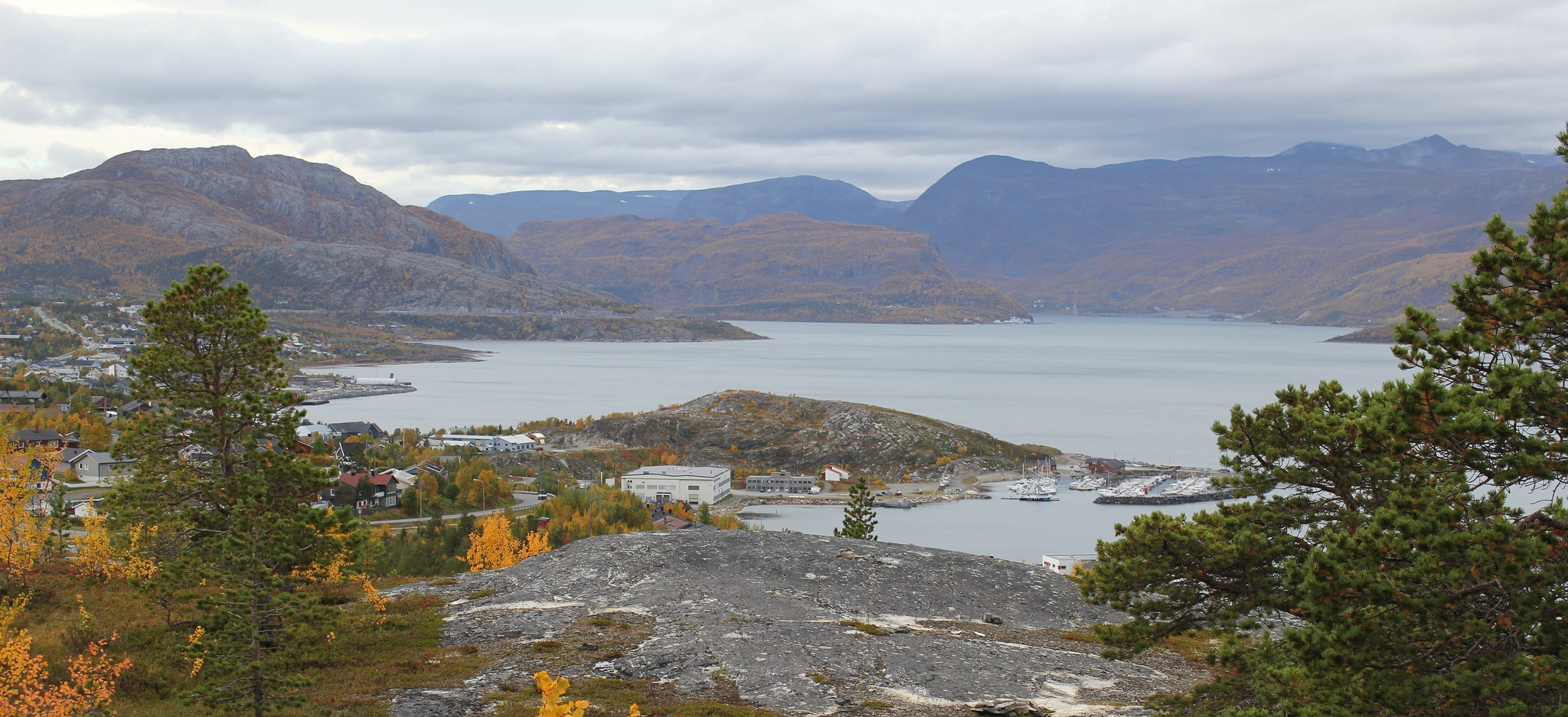
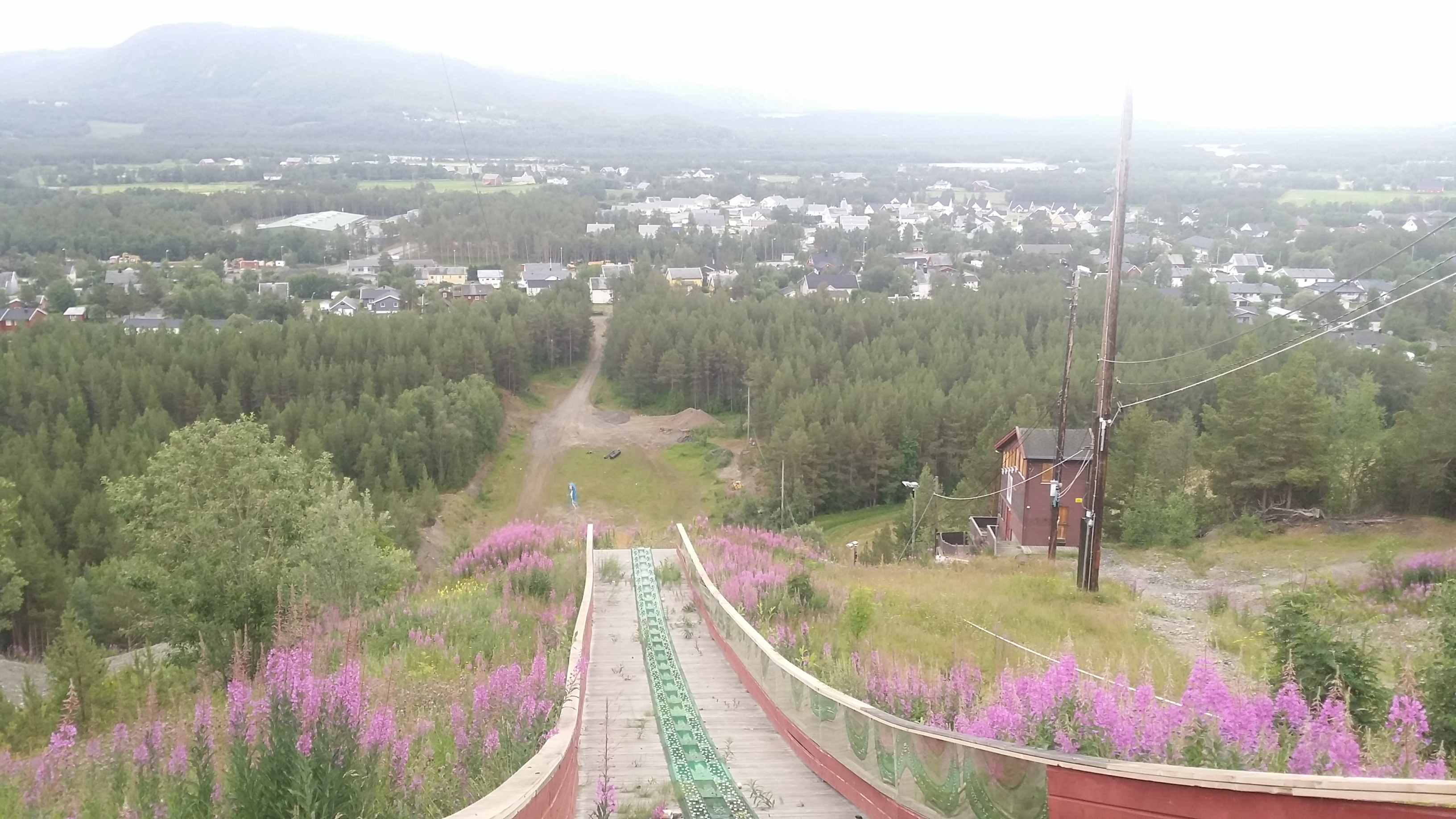
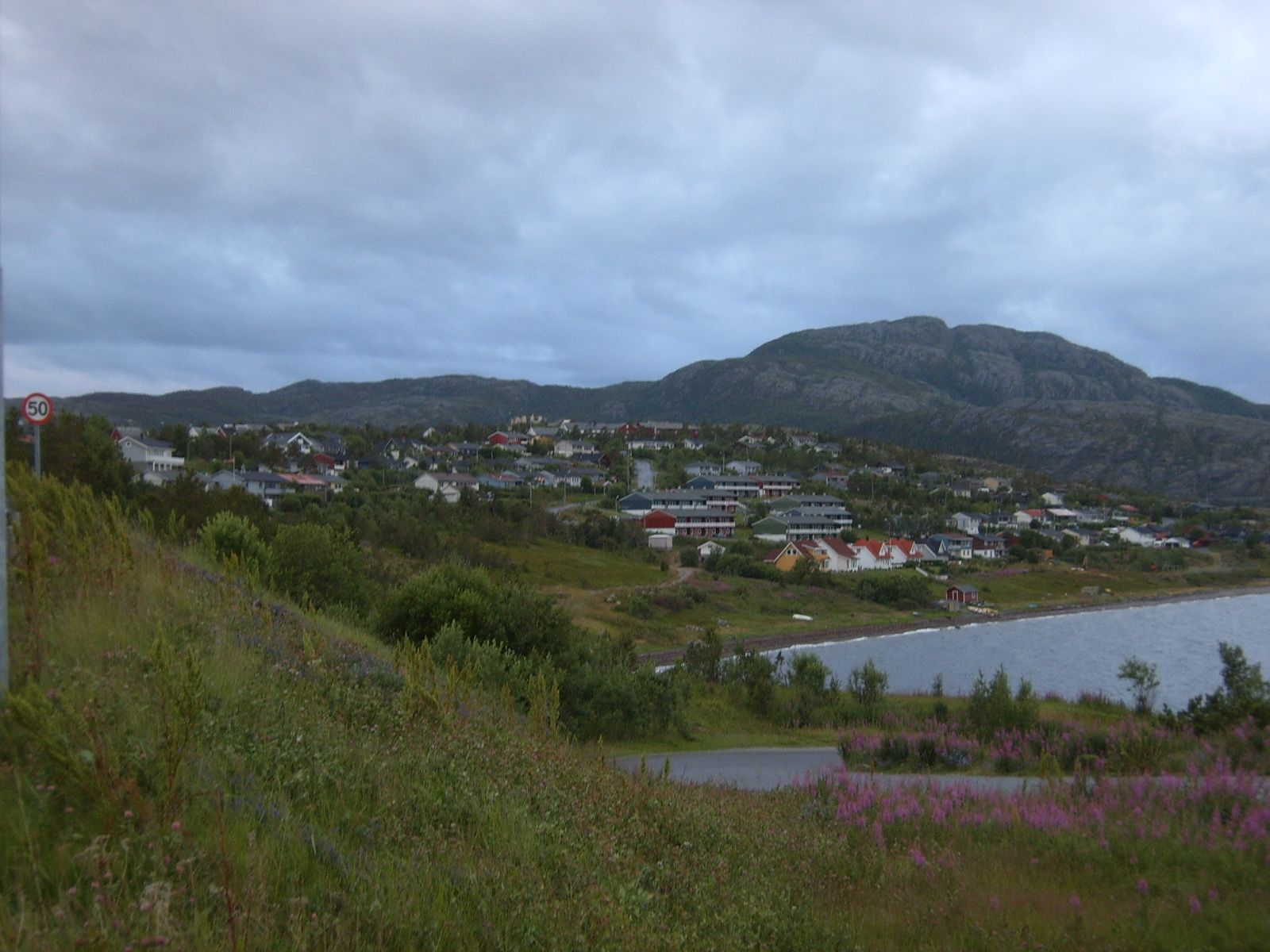
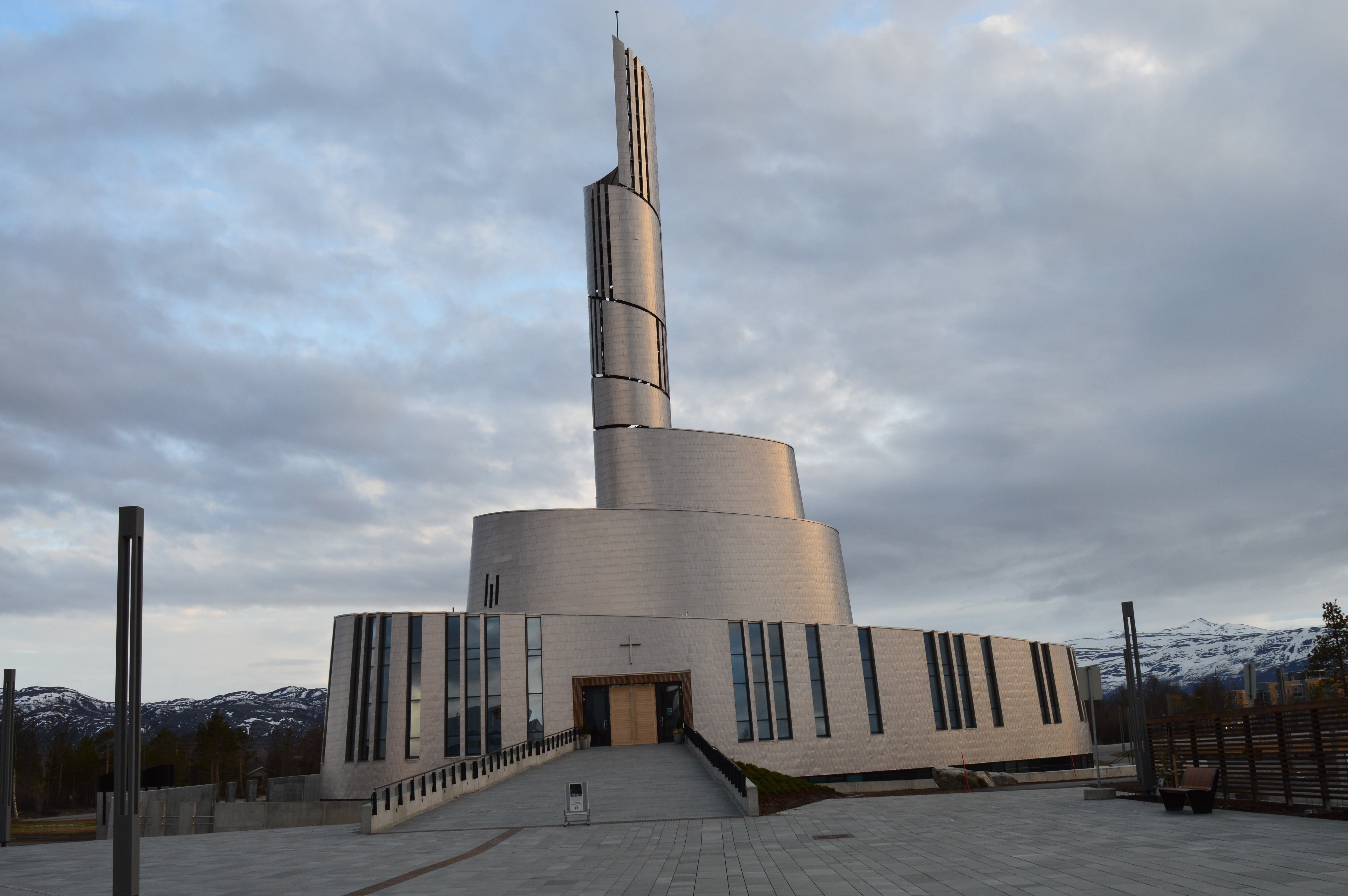
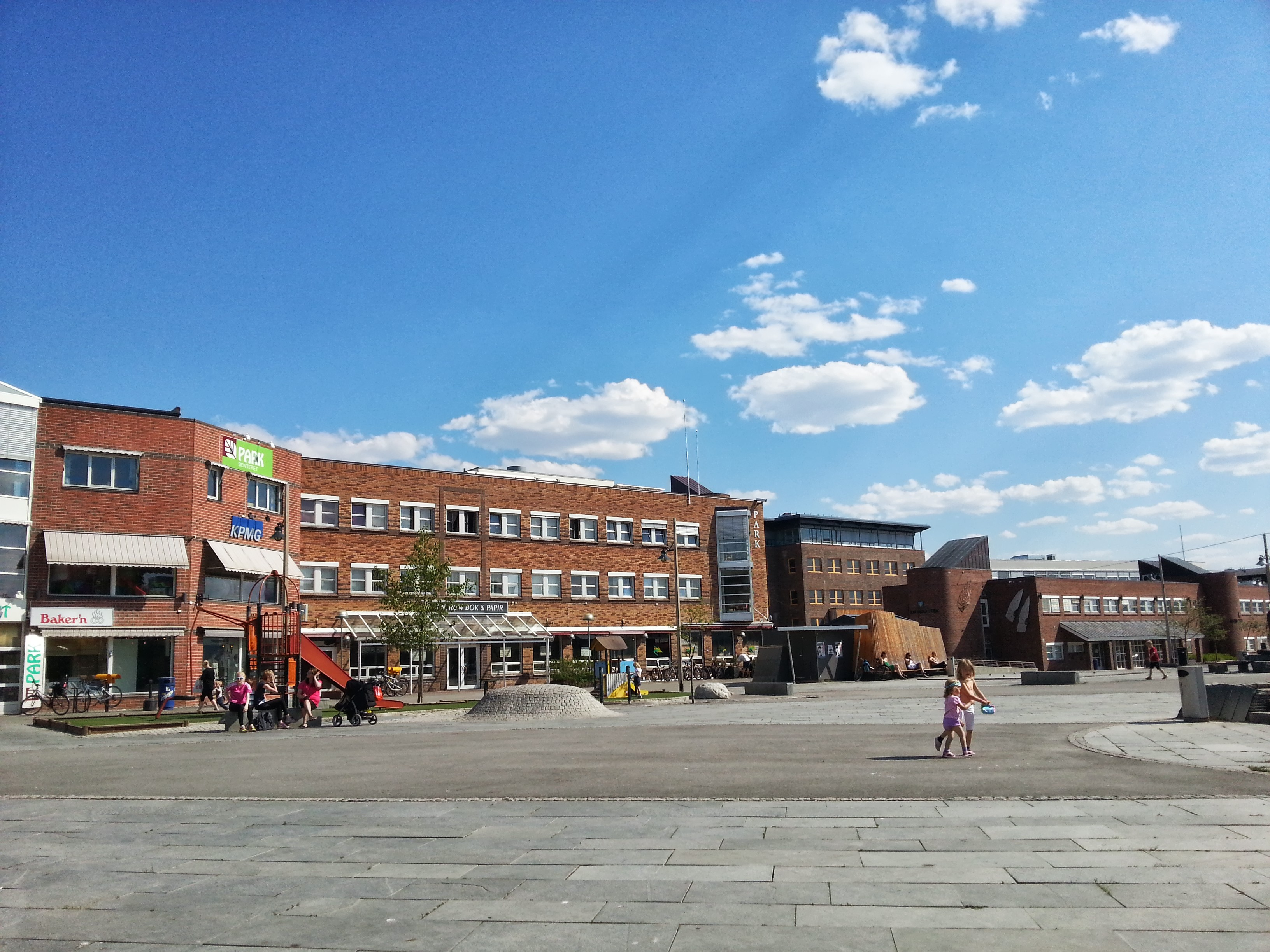
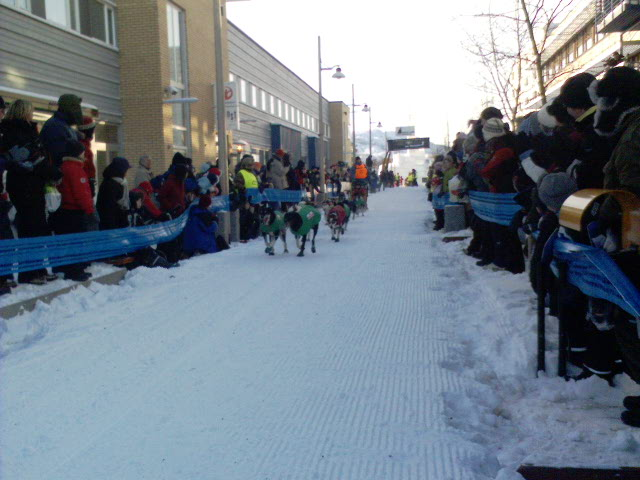
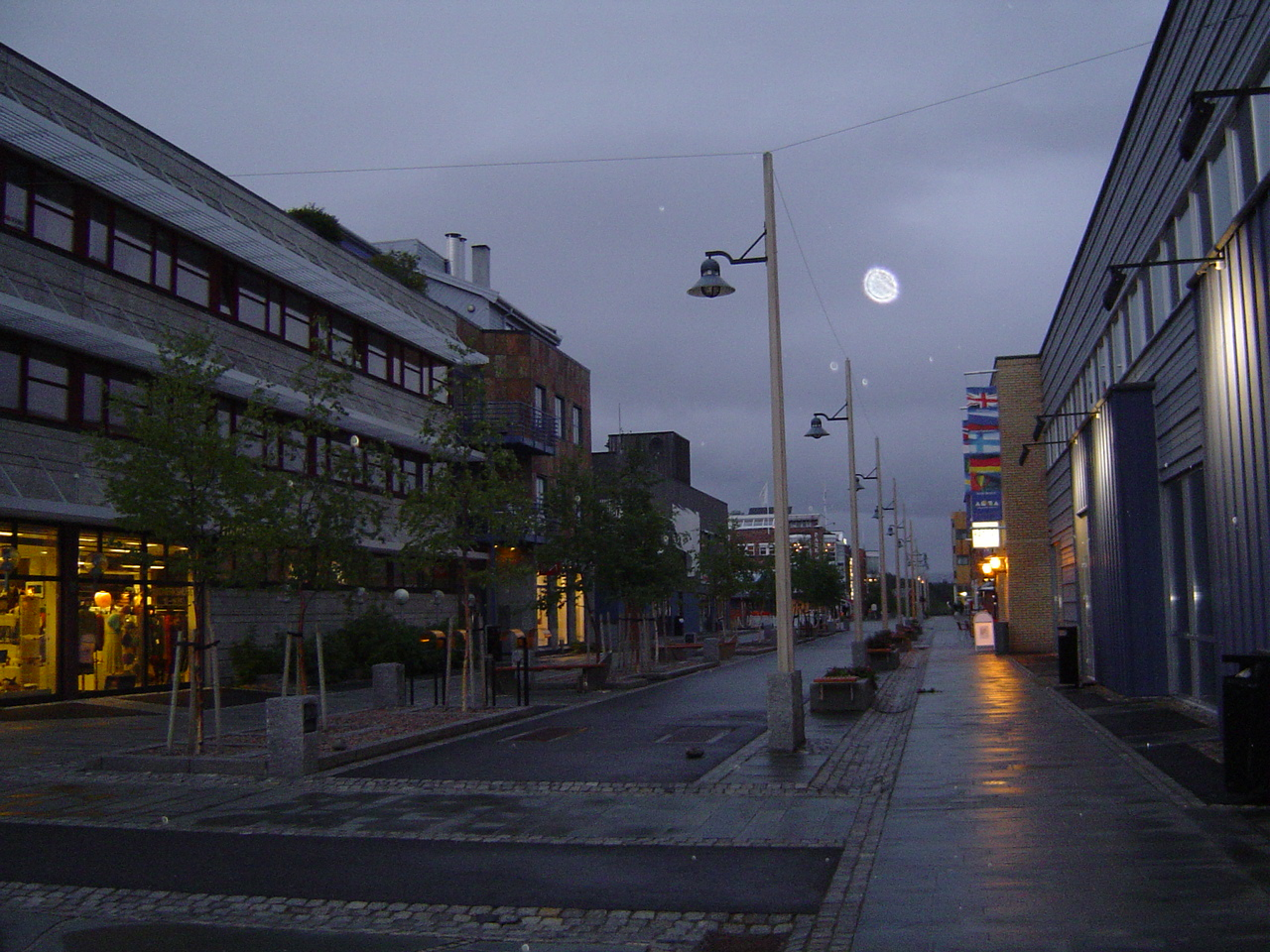
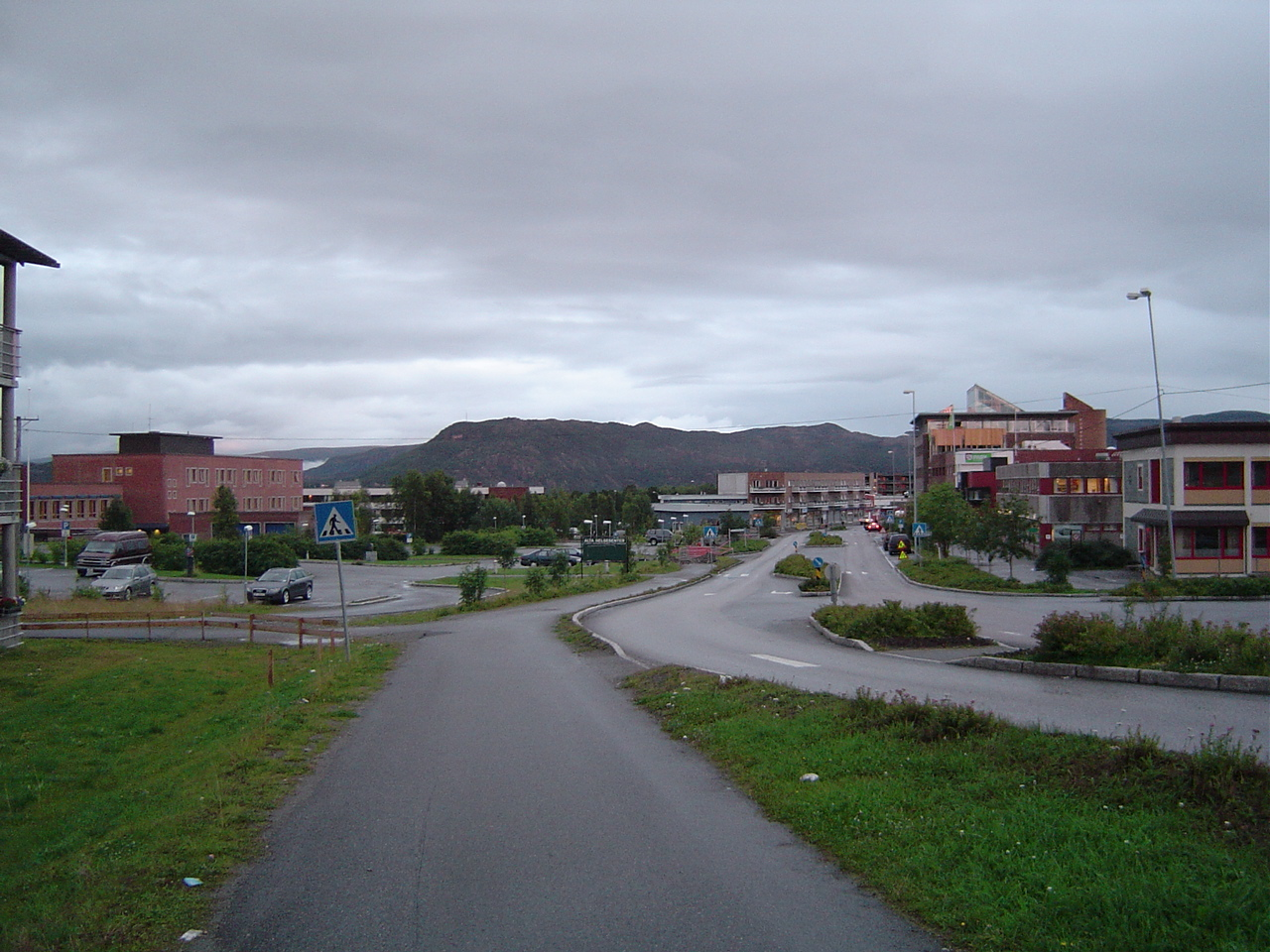